# 卡伦达里奥 (法马利康新镇)
卡伦达里奥是葡萄牙布拉加区的一个堂区。总面积7.01平方公里，总人口10697人，人口密度1526人/平方公里。